# だから憶えている
『だから憶えている』（だからおぼえている）は、1994年10月21日に日本コロムビアから発売された中西保志の7枚目のシングル。

## 収録曲
1. だから憶えている
作詞：夏目純　作曲：松浦晃久　編曲：岩崎文紀
  - UCギフトカード イメージソング[2]
2. ひとりぼっちの夢じゃない
  - 作詞：並河祥太　作曲：松本俊明　編曲：富田素弘
3. だから憶えている（オリジナル・カラオケ）